# Imre Mudin

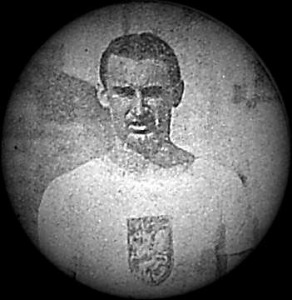
Imre Mudin

Imre Mudin (* 8. November 1887 in Kétegyháza, Komitat Békés; † 23. Oktober 1918 am Monte Grappa) war ein ungarischer Leichtathlet.
Bei den Olympischen Spielen 1908 in London wurde er Siebter im Speerwurf (freier Stil). In beiden Diskuswurf-Wettbewerben kam er nicht unter die ersten elf (freier Stil) bzw. ersten zehn (griechischer Stil). 
1912 wurde er bei den Olympischen Spielen in Stockholm Sechster im Kugelstoßen.
Neunmal wurde er nationaler Meister im Kugelstoßen (1908–1914, 1916, 1917) und je zweimal im Diskuswurf (1910, 1916) und im Speerwurf (1916, 1917).
Sein Bruder István Mudin war ebenfalls Leichtathlet.